# Мельников Анатолій В'ячеславович
Анато́лій В'ячесла́вович Ме́льников (17 листопада 1960, м. Кривий Ріг, Дніпропетровська область, Українська РСР — 30 червня 2017, смт Луганське, Бахмутський район, Донецька область, Україна) — солдат Збройних сил України, учасник російсько-української війни. Позивний «Гудіні». У мирному житті — повітряний гімнаст.

## Біографія
Народився 1960 року в місті Кривий Ріг. Мешкав у Центрально-Міському районі. З 1968 по 1973 рік навчався у Криворізькій середній школі № 22.
До січня 2014 працював повітряним гімнастом у Московському цирку імені Юрія Нікуліна.
З початком російської збройної агресії проти України повернувся на Батьківщину. Кілька разів звертався до військкомату, але йому відмовляли у призові за мобілізацією через вік. 27 жовтня 2016 року зарахований на військову службу за контрактом.
Солдат, стрілець 2-го мотопіхотного відділення 1-го мотопіхотного взводу 3-ї мотопіхотної роти 43-го окремого мотопіхотного батальйону «Патріот» 53-ї окремої механізованої бригади, в/ч А2026, м. Сєвєродонецьк. Виконував завдання на території проведення антитерористичній операції, зокрема на «Світлодарській дузі».
Загинув 30 червня 2017 року близько 21:40 під час обстрілу взводного опорного пункту поблизу смт Луганське, внаслідок прямого влучення міни калібру 82 мм.
Похований 4 липня на Алеї Слави Центрального кладовища Кривого Рогу.
Залишились мати, сестра, дружина Тетяна та неповнолітня донька Дар'я.

## Нагороди та відзнаки
- Указом Президента України № 318/2017 від 11 жовтня 2017 року, за особисту мужність і самовіддані дії, виявлені у захисті державного суверенітету та територіальної цілісності України, зразкове виконання військового обов'язку, нагороджений орденом «За мужність» III ступеня (посмертно)[6].
- Нагороджений нагрудним знаком «За заслуги перед містом» ІІІ ступеня (посмертно).

## Вшанування пам'яті
21 листопада 2017 року на фасаді Криворізької загальноосвітньої школи I—III ступенів № 22 (вул. Стрєльцова, 4В) відкрили меморіальну дошку на честь полеглого на війні Анатолія Мельникова.